# Calendario mondiale UCI 2009
Il calendario mondiale UCI 2009 è la prima edizione del nuovo circuito organizzato dall'UCI dopo quattro anni di conflitti con gli organizzatori dei Grandi Giri.
La classifica prende in considerazione le prove dell'UCI ProTour 2009 e le prove storiche, permettendo così di designare il migliore corridore e la migliore squadra dell'anno.

## Squadre
Le squadre che vi parteciparono furono diciotto, rappresentanti dieci diversi Paesi.
- Belgio

Silence-Lotto
Quick Step
- Danimarca

Team Saxo Bank
- Francia

AG2R La Mondiale
Bbox Bouygues Telecom
Cofidis, Le Crédit en ligne
Française des Jeux
- Germania

Team Milram
- Italia

Lampre-N.G.C.
Liquigas
- Kazakistan

Astana
- Paesi Bassi

Rabobank
- Spagna

Caisse d'Epargne
Euskaltel-Euskadi
Fuji-Servetto
- Stati Uniti

Team Garmin-Slipstream
Team Columbia-High Road
- Russia

Team Katusha

### Wild Card
Sedici squadre poterono partecipare su invito degli organizzatori a singole manifestazioni. Per la prima volta, dopo le edizioni del ProTour, anche queste squadre potevano competere per i titoli generali:
- Belgio

Landbouwkrediet-Colnago
Topsport Vlaanderen-Mercator
- Francia

Agritubel
- Regno Unito

Team Barloworld
- Irlanda

Ceramica Flaminia-Bossini Docce
LPR Brakes-Farnese Vini
- Italia

Acqua & Sapone-Caffè Mokambo
Team ISD
- Paesi Bassi

Skil-Shimano
Vacansoleil Pro Cycling Team
- Spagna

Andalucía (ciclismo)
Contentpolis-AMPO
Xacobeo Galicia
- Stati Uniti

BMC Racing Team
- Svizzera

Cervélo TestTeam
- Venezuela

Serramenti PVC Diquigiovanni-Androni Giocattoli

## Calendario
| Corsa | Data                   | Evento                              | Vincitore            | Squadra                          | Leader della Cl. mondiale |
| ----- | ---------------------- | ----------------------------------- | -------------------- | -------------------------------- | ------------------------- |
| 1     | 20-25 gennaio          | Tour Down Under (2009)              | Allan Davis          | Quick Step                       | Allan Davis               |
| 2     | 8-15 marzo             | Parigi-Nizza (2009)                 | Luis León Sánchez    | Caisse d'Epargne                 | Allan Davis               |
| 3     | 11-17 marzo            | Tirreno-Adriatico (2009)            | Michele Scarponi     | Serramenti Diquigiovanni-Androni | Allan Davis               |
| 4     | 21 marzo               | Milano-Sanremo (2009)               | Mark Cavendish       | Team Columbia-High Road          | Allan Davis               |
| 5     | 5 aprile               | Giro delle Fiandre (2009)           | Stijn Devolder       | Quick Step                       | Allan Davis               |
| 6     | 8 aprile               | Gand-Wevelgem (2009)                | Edvald Boasson Hagen | Team Columbia-High Road          | Allan Davis               |
| 7     | 6-11 aprile            | Vuelta al País Vasco (2009)         | Alberto Contador     | Astana Team                      | Alberto Contador          |
| 8     | 12 aprile              | Parigi-Roubaix (2009)               | Tom Boonen           | Quick Step                       | Heinrich Haussler         |
| 9     | 19 aprile              | Amstel Gold Race (2009)             | Sergej Ivanov        | Team Katusha                     | Heinrich Haussler         |
| 10    | 22 aprile              | Flèche Wallonne (2009)              | Davide Rebellin      | Serramenti Diquigiovanni-Androni | Heinrich Haussler         |
| 11    | 26 aprile              | Liegi-Bastogne-Liegi (2009)         | Andy Schleck         | Team Saxo Bank                   | Heinrich Haussler         |
| 12    | 28 aprile-3 maggio     | Tour de Romandie (2009)             | Roman Kreuziger      | Liquigas                         | Heinrich Haussler         |
| 13    | 18-24 maggio           | Volta a Catalunya (2009)            | Alejandro Valverde   | Caisse d'Epargne                 | Heinrich Haussler         |
| 14    | 9-31 maggio            | Giro d'Italia (2009)                | Denis Men'šov        | Rabobank                         | Denis Men'šov             |
| 15    | 7-14 giugno            | Critérium du Dauphiné Libéré (2009) | Alejandro Valverde   | Caisse d'Epargne                 | Alejandro Valverde        |
| 16    | 13-21 giugno           | Tour de Suisse (2009)               | Fabian Cancellara    | Team Saxo Bank                   | Alejandro Valverde        |
| 17    | 4-26 luglio            | Tour de France (2009)               | Alberto Contador     | Astana Team                      | Alberto Contador          |
| 18    | 1º agosto              | Clásica San Sebastián (2009)        | Carlos Barredo       | Quick Step                       | Alberto Contador          |
| 19    | 2-8 agosto             | Tour de Pologne (2009)              | Alessandro Ballan    | Lampre-N.G.C.                    | Alberto Contador          |
| 20    | 16 agosto              | Vattenfall Cyclassics (2009)        | Tyler Farrar         | Team Garmin-Slipstream           | Alberto Contador          |
| 21    | 23 agosto              | Grand Prix de Ouest-France (2009)   | Simon Gerrans        | Cervélo TestTeam                 | Alberto Contador          |
| 22    | 19-26 agosto           | Eneco Tour (2009)                   | Edvald Boasson Hagen | Team Columbia-HTC                | Alberto Contador          |
| 23    | 29 agosto-20 settembre | Vuelta a España (2009)              | Alejandro Valverde   | Caisse d'Epargne                 | Alberto Contador          |
| 24    | 17 ottobre             | Giro di Lombardia (2009)            | Philippe Gilbert     | Silence-Lotto                    | Alberto Contador          |

- In corsivo le gare del circuito UCI ProTour.

## Classifiche
Aggiornate al 19 ottobre 2009.
| Pos. | Corridore            | Squadra       | Punti |
| ---- | -------------------- | ------------- | ----- |
| 1    | Alberto Contador     | Astana        | 527   |
| 2    | Alejandro Valverde   | C. d'Epargne  | 483   |
| 3    | Samuel Sánchez       | Euskaltel     | 357   |
| 4    | Andy Schleck         | Saxo Bank     | 334   |
| 5    | Cadel Evans          | Silence-Lotto | 333   |
| 6    | Edvald Boasson Hagen | Columbia-HTC  | 322   |
| 7    | Roman Kreuziger      | Liquigas      | 319   |
| 8    | Mark Cavendish       | Columbia-HTC  | 304   |
| 9    | Philippe Gilbert     | Silence-Lotto | 295   |
| 10   | Robert Gesink        | Rabobank      | 266   |

| Pos. | Squadra           | Punti |
| ---- | ----------------- | ----- |
| 1    | Astana            | 1 100 |
| 2    | Caisse d'Epargne  | 1 048 |
| 3    | Team Columbia-HTC | 957   |
| 4    | Team Saxo Bank    | 946   |
| 5    | Liquigas          | 923   |
| 6    | Silence-Lotto     | 821   |
| 7    | Cervélo Test Team | 804   |
| 8    | Quick Step        | 760   |
| 9    | Rabobank          | 707   |
| 10   | Team Katusha      | 637   |

| Pos. | Nazione     | Punti |
| ---- | ----------- | ----- |
| 1    | Spagna      | 1 756 |
| 2    | Italia      | 984   |
| 3    | Australia   | 960   |
| 4    | Germania    | 753   |
| 5    | Belgio      | 675   |
| 6    | Russia      | 660   |
| 7    | Lussemburgo | 563   |
| 8    | Paesi Bassi | 544   |
| 9    | Norvegia    | 538   |
| 10   | Stati Uniti | 528   |